# Uno de abajo
Uno de abajo es una película muda chilena estrenada en el cine Alhambra de Santiago el 25 de octubre de 1920. Fue dirigida por Armando Rojas Castro, con libreto de su autoría. Es el largometraje número doce filmado en el país y la primera película que aborda un problema social, específicamente el alcoholismo.

## Antecedentes
Su realización resultó de la incipiente vocación por el cine de su director que, con 23 años, un mínimo de recursos y la actuación de un grupo de amigos estudiantes, la hicieron posible.
La cinta se presentó en las principales ciudades de Chile. Luego su director viajó en 1921 a Alemania para perfeccionar sus conocimientos en cine y  al parecer llevó la película a ese país proyectándola bajo el título «Was die Söhne vermögen»; ello se concluye porque ese título figura registrado al pie de las fotos con que se publicitó su presentación. Sin embargo, la película se extravió, existiendo diversas versiones sobre la causa. Restan como testimonio numerosas publicaciones periodísticas de la época, con anuncios de su presentación y diversas críticas, así como algunas fotografías originales de escenas de «Uno de abajo» que aparecieron entre la documentación del director con posterioridad a su fallecimiento, que se presentan en la sección Imágenes.

## Argumento
El contexto es el de una familia pobre que sufre privaciones en un ambiente de decadencia provocado por el padre, un alcohólico consuetudinario. La familia la integran la madre, mujer virtuosa que enfrenta impotente la conducta de su marido; el hijo mayor, Octavio, responsable y trabajador que reciente la realidad que provoca el vicio de su padre y asume la protección de su familia; la hija y hermana adolescente, Mariquita; y un hermanito menor.
En ese contexto Mariquita es víctima de un malhechor (Goyo) que logra introducirse como amigo de la familia, debido a que recoge al padre botado en la calle en último grado de embriaguez llevándolo a su casa. Con esa acción Goyo se gana el agradecimiento de la familia que le abre su puerta a frecuentes visitas. Así se inicia la seducción de la adolescente, que con la ingenuidad propia de su edad acepta los acercamientos del malvado, cuyo propósito es ingresarla con engaño a una casa de tolerancia. Pero su hermano Octavio, enterado por un amigo de las intenciones de Goyo, logra rescatar a su hermana en el instante crítico. Como final feliz, Octavio recibe el apoyo de su empleador, que al seguirlo es testigo del problema familiar y lo premia con su confianza. Así, mejora la situación de la familia, el padre es tratado y se reintegra sano de su adicción. En ese nuevo escenario se alcanza una felicidad hasta entonces desconocida, surgiendo esperanzas y nuevos afectos.

## Reparto
| Actor                           | Personaje                                    |
| ------------------------------- | -------------------------------------------- |
| Edmundo Donar (Ernesto Beuchat) | Octavio García – hermano mayor               |
| Nena Serrano                    | Mariquita García – hermana adolescente       |
| Carmen Ferrer                   | Elena Rivera – madre                         |
| Hugo Beltrán                    | Goyo Correa – malhechor                      |
| Tulio Amaro                     | Pedro García – padre alcohólico              |
| Carmen Serrano                  | Lola Ramírez – regenta de casa de tolerancia |
| Armando Rojas                   | Doble papel como usurero y patrón de Octavio |
| Gabriel Maturana                | Hijo menor                                   |
| Cantinero                       | Mesonero del bar El roto chileno             |

## Recepción
El público sintió especial cercanía debido a que en la escenografía se utilizaron ambientes conocidos, como el bar «El roto chileno», un liceo y barrios de Santiago. También se incluyó el lanzamiento de la familia a la calle por no pago de arriendo, así como el maltrato a la madre por el padre ebrio, todo lo cual creó un contexto de gran realismo e impacto para su época. «Uno de abajo» obtuvo una respuesta muy positiva por parte de la crítica, así como agradecimiento público por su mensaje moral. En el Diario La Nación del 26 de octubre de 1920 se registra:

Los espectadores iniciaron la exhibición demostrando enorme curiosidad y las exclamaciones de aprobación y entusiasmo menudearon desde la misma presentación. Una de las bases de este éxito es la factura, ese aspecto tan personal de la cinta que difiere enormemente de todas las piezas cinematográficas nacionales que se han manufacturado en el país.